# Koofr
Podjetje Koofr se ukvarja z razvojem programske opreme za računalništvo v oblaku.
Leta 2013 je podjetje prejelo nagrado Start-up leta neodvisne skupnosti Start:up Slovenija, na tekmovanju, ki ga organizira Tovarna podjemov.

## Predstavitev podjetja
Poslovanje podjetja Koofr se deli v dva segmenta.
Prvi segment je varna hramba podatkov v oblaku, ki omogoča shranjevanje, urejanje in deljenje podatkov na enem mestu in deluje v vseh sodobnih brskalnikih ter na napravah iOS, Android, macOS, Windows in Linux. Vsi podatki, shranjeni v oblačni shrambi Koofr, so shranjeni v Evropski uniji. Podjetje je zavezano evropski zakonodaji s področja zasebnosti.
Drugi segment je hramba podatkov v oblaku za srednja in večja podjetja ter ponudnike interneta, za katere podjetje Koofr vzpostavi in upravlja lasten zasebni oblak, tako za interne potrebe kot za prodajo strankam.
Leta 2014 je podjetje vzpostavilo poslovno sodelovanje z največjim romunskim telekomunikacijskim podjetjem, RCS & RDS, s storitvijo DigiStorage, ki temelji na tehnologiji, razviti v podjetju Koofr. Kasneje v istem letu je podjetje pričelo s sodelovanjem tudi s podjetjem Hrvatski telekom, d.d., vodilnim telekomunikacijskim podjetjem na Hrvaškem.
Leta 2020 je podjetje sklenilo sodelovanje s družbenim omrežjem Facebook. Koofr je postal eden od trenutno treh Facebookovih partnerjev, ki uporabnikom omogočajo izvoz fotografij in videoposnetkov s profila Facebooku v oblačno shrambo. Druga dva partnerja sta precej bolj poznani podjetji Google in Dropbox. Koofr je tako postal prvi evropski partner v iniciativi Data Transfer Project, ki želi uporabnikom omogočiti, da bi svoje podatke lahko kadarkoli prenesli med različnimi ponudniki spletnih storitev. V iniciativi sodelujejo podjetja kot so Facebook, Google, Microsoft, Apple in Twitter. K sodelovanju je podjetje Koofr povabil Facebook, saj so jih prepoznali kot zaupanja vrednega ponudnika storitve shranjevanja podatkov v oblak, s poudarkom na zasebnosti svojih uporabnikov. 
Decembra 2022 je Koofr lansiral Koofr Vault - odprtokodno različico Koofra s šifriranjem na strani uporabnika.

## Poslovanje
Koofr se ne financira s strani rizičnega kapitala. Podjetje nima zunanjih investitorjev, pač pa je v celoti v lasti zaposlenih. Prihodki Koofra so leta 2023 dosegli nekaj manj kot 650 tisoč evrov.